# Tinea cerinopa
Tinea cerinopa är en fjärilsart som beskrevs av Edward Meyrick 1919. Tinea cerinopa ingår i släktet Tinea och familjen äkta malar.
Artens utbredningsområde är Sri Lanka. Inga underarter finns listade i Catalogue of Life.